# Ti ricordi di Dolly Bell?
Ti ricordi di Dolly Bell? (Sjećaš li se Doli Bel?) è un film del 1981 diretto da Emir Kusturica, al suo esordio nei lungometraggi.
Tratta da un romanzo di Abdulah Sidran, la pellicola vinse il Leone d'oro come miglior opera prima alla Mostra del cinema di Venezia e l'Arena d'oro al Festival del cinema jugoslavo di Pola, entrambi nel 1981, vincitore inoltre del premio Fipresci e del Premio Agis.

## Trama
Sarajevo, anni sessanta. Una Casa del Popolo decide, per allontanare i giovani dal mondo della crimininalità, di istituire una banda musicale. Uno dei componenti prescelti è Dino, un ragazzo introverso appassionato di ipnosi, che egli vede come un mezzo di evoluzione personale e dell'intera umanità, addirittura come strumento di diffusione del comunismo. Il padre di Dino, invece, ha una visione del comunismo molto canonica e quando torna a casa la sera, spesso ubriaco, chiama a raccolta i figli in una riunione familiare che segue lo schema di una seduta di partito.
Quando Dino non passa il tempo in piccionaia a esercitarsi nell'ipnosi sta in compagnia del suo gruppo di amici, con i quali consuma assaggi di musica e cinema provenienti dal "mondo esterno". Un vero tormentone è Ventiquattromila baci di Celentano, mentre in una scena i ragazzi vedono il film Europa di notte di Alessandro Blasetti. In una sequenza del suddetto film compare una spogliarellista di nome Dolly Bell, che fa una grande impressione sui ragazzi.
Un giorno Braco, un delinquente di quartiere, chiede a Dino di nascondere in piccionaia la sua ragazza. Dino si sente subito attratto da questa ragazza bellissima e disinibita, che lavora come spogliarellista proprio con il nome di Dolly Bell. Lei gli insegna come baciare e lui invece le insegna a scrivere e le parla di ipnosi. Una sera torna Braco che fa stuprare la ragazza da tutti gli amici di Dino, perché ha intenzione di avviarla al mondo della prostituzione.
Il padre di Dino viene ricoverato in ospedale a causa del fumo e dell'alcool, mentre Dolly Bell viene portata via. Dino la va a cercare nel locale in cui lavora e, dopo aver fatto l'amore con lei, viene scoperto da Braco che lo pesta. Poco dopo il padre di Dino muore. Lo stesso giorno arrivano gli strumenti musicali della band nella quale Dino si occupa di chitarra e voce. La band debutta mischiando Celentano con musica Jugoslava, e la famiglia di Dino si trasferisce finalmente nella casa popolare che avevano tanto atteso.

## Produzione
Il film fu prodotto dalla Kinema Sarajevo, RO Forum, Sarajevo, SIZ za kinematografiju SR BiH, Sutjeska Film, TV Sarajevo e Union Film.

## Distribuzione
Il film fu presentato in prima il 2 settembre 1981 alla Mostra del cinema di Venezia, uscendo poi sul mercato in Ungheria (2 febbraio 1984), Portogallo (14 agosto 1986), Stati Uniti (15 agosto 1986).
Nel 1985, in film venne distribuito negli USA dall'International Home Cinema per il mercato dell'Home Video.
L'importanza internazionale acquisita dal suo regista, fece sì che il film venisse invitato in seguito a numerosi festival nell'ambito di omaggi o retrospettive dedicate a Kusturica: il 30 agosto 1999, il film fu proiettato al Reykjavik Film Festival, l'11 luglio 2000 a Karlovy Vary, il 27 agosto 2004 al Fresh Films Festival, nella Repubblica Ceca, il 1º dicembre 2005, in Ucraina, al festival di Dok-Maidan, il 23 marzo 2014 al festival di Vilnius.

### Temi
Nel suo primo film Kusturica affronta temi che ricorreranno nella sua carriera: il passaggio di sviluppo dall'età giovanile a quella adulta, il rapporto tra la storia personale dei personaggi e la storia politica e sociale della Jugoslavia, i passatempi popolari come la musica, il calcio, l'alcool, il sesso, il cinema. Inoltre compare già un elemento "fantastico" di fuga dalla realtà, in questo caso l'ipnosi, che in alcuni film successivi si esprimerà fino a farli entrare nel campo del realismo magico.

## Riconoscimenti
- 1981 - Mostra internazionale d'arte cinematografica
  - Leone d'oro per la miglior opera prima
  - Premio Fipresci
  - Premio Agis
- 1981 - Festival del cinema Jugoslavo di Pola
  - Arena d'oro per la miglior opera prima
  - Arena d'oro per la miglior sceneggiatura
- 1982 - Festival di San Paolo
  - Premio della critica